# Михайловка (Луцкий район)
Михайловка (укр. Михайлівка) — село в Торчинской поселковой общине Луцкого района Волынской области Украины.
Код КОАТУУ — 0722886603. Население по переписи 2001 года составляет 71 человек. Почтовый индекс — 45610. Телефонный код — 332. Занимает площадь 0,376 км².